# Євангелізм у Ліхтенштейні

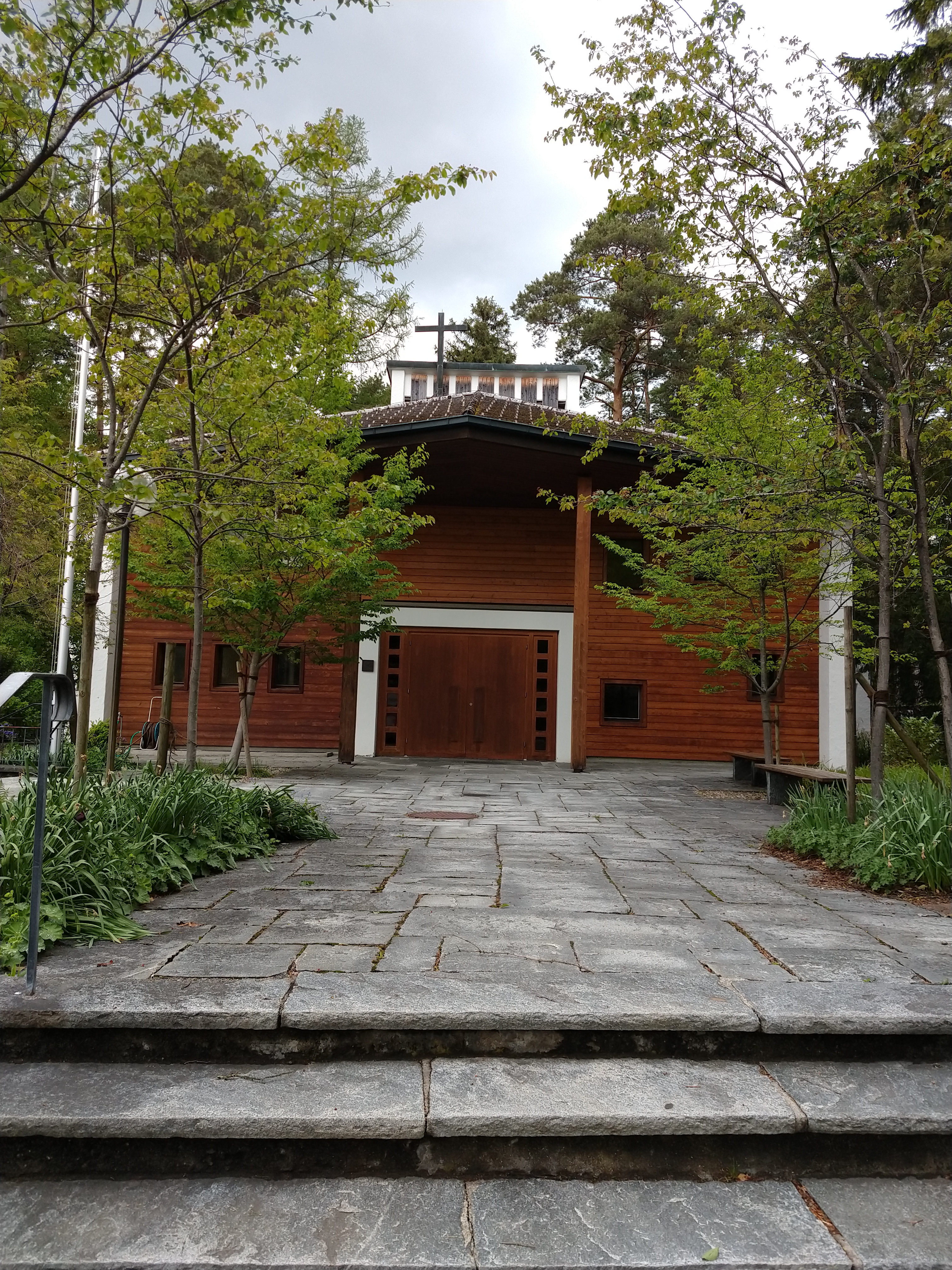
Євангелійська церква у Ліхтенштейні

Євангельська церква у князівстві Ліхтенштейн є однією з найменших релігійних громад країни. Поряд із нею, у Ліхтенштейні існує також інша протестантська громада — Євангелічно-Лютеранська церква Ліхтенштейну.

## Історія
Започаткування обох громад збігається із заснуванням швейцарським промисловцем ткацької фабрики у Трізені у 1863 році. Для своїх працівників (їхня чисельність у 1875 році становила близько 50 осіб), які, переважно, прибули із сусідніх країн, власник фабрики у 1880 році запросив пастора із реформатської церкви у швейцарському Севелені (тепер — кантон Санкт-Галлен), отримавши на це згоду уряду. У 1881 році відбулося відкриття першого молитовного будинку для 19 швейцарських та 5 німецьких прихожан; ця невелика спільнота існувала як частина релігійної громади Севелену та отримувала допомогу від швейцарських та німецьких одновірців. У Вербну неділю 1938 року була освячена перша протестантська церква у столиці князівства — Вадуці. Будівництво храму здійснювалося за підтримки Євангелічної реформатської церкви кантону Санкт-Галлен. 30 січня 1944 року у Вадуці було засновано «Євангельський союз».
У 1950 році чисельність протестантів у Ліхтенштейні — переважно, лютеран — становила 497 осіб. У 1958 році ткацька компанія Jenny & Spoerry придбала для протестантської громади земельну ділянку у Вадуці, в районі Ебенгольц (нім. Ebenholz). У 1960 році тут було побудовано храм. У 1970 році «Євангельський союз» змінив свою назву на «Євангельський союз князівства Ліхтенштейн».

## Структура громади
Церковна громада має статус зареєстрованого об'єднання. Тим не менш, більшість її членів не є громадянами Ліхтенштейну (близько 8% населення князівства складають протестанти). Парафіяльний храм євангельських християн Ліхтенштейну знаходиться у сусідній Швейцарії, кантоні Санкт-Галлен. З 15 вересня 1964 року громада отримує щорічну фінансову допомогу від держави.